# 松野文俊
松野 文俊（まつの ふみとし、1957年7月26日 - ） は、日本のロボット工学者・制御システム工学者。京都大学名誉教授。大阪工業大学工学部電子情報システム工学科教授。元東京工業大学大学院総合理工学研究科助教授。システム制御情報学会2018会長・名誉会員。日本ロボット学会2020副会長・フェロー。福島国際研究教育機構(F-REI)ロボット分野副分野長。
専門は、ロボット工学（特にレスキューロボット・モジュラーロボット・宇宙ロボット）、制御システム、知覚情報処理（群知能・AI含む）。

## 人物・経歴
愛知県生まれ。1981年名古屋工業大学工学部計測工学科卒業。1986年大阪大学大学院基礎工学研究科物理系専攻制御工学分野博士後期課程修了、工学博士、大阪大学基礎工学部助手、システム制御情報学会評議員。1991年神戸大学工学部講師。1992年神戸大学工学部助教授。1996年東京工業大学大学院総合理工学研究科助教授。2003年電気通信大学電気通信学部知能機械工学科教授。2005年計測自動制御学会理事、国際レスキューシステム研究機構副会長。2009年京都大学大学院工学研究科機械理工学専攻教授。2011年新エネルギー・産業技術総合開発機構NEDO技術委員、日本学術振興会科学研究費委員会専門委員。2012年神戸大学都市安全研究センタープロジェクト推進・評価諮問委員会、資源エネルギー庁原子力緊急時対応資機材の整備・運用に関する検討会委員、人工生命とロボット国際学会理事。2015年科学技術振興機構評価協力者。2016年システム制御情報学会副会長。2018年京都大学工学部物理工学科長、システム制御情報学会会長。2019年日本ロボット学会副会長。2023年大阪工業大学工学部電子情報システム工学科教授、福島国際研究教育機構(F-REI)ロボット分野副分野長、京都大学名誉教授。

## 受賞
- 日本ロボット学会研究奨励賞 1989年度[3]
- システム制御情報学会論文賞 1993年度[3]
- 消防防災科学論文賞（消防庁長官表彰） 1997年度[3]
- 度計測自動制御学会論文賞 2001年[3]
- 計測自動制御学会武田賞 2001年度[3]
- 計測自動制御学会論文賞 2006年度[3]
- 船井情報科学振興賞 2006年度[3]
- 日本機械学会ロボティクス・メカトロニクス部門学術業績賞 2009年度[3]
- 情報処理学会論文賞 2013年度[3]
- 計測自動制御学会論文賞 2017年度[3]
- 計測自動制御学会友田賞 2017年度[3]
- 日本ロボット学会論文賞 2018年度[3]
- システム制御情報学会名誉会員 2023[6]
- 計測自動制御学会フェロー[3]
- 日本ロボット学会フェロー[3]
- 日本機械学会フェロー[3]

指導した京都大学学生チーム「SHINOBI」がロボカップ世界大会レスキュー実機リーグで2019年（シドニー）、2022年（バンコク）
に総合優勝、京都大学と大阪工業大学の学生の合同チーム「SHINOBI」が2024年（オランダ）に準優勝を果たしている。

## テレビ番組
- 日経スペシャル ガイアの夜明け ロボットはパートナー 〜実用型ロボット開発に挑む〜（2004年9月28日、テレビ東京）[9]。

## 書籍

### 編集
- 『ロボット情報学ハンドブック』（編者:松原仁 野田五十樹 松野文俊 稲見昌彦 大須賀公一）（2010年3月19日、近代科学社）ISBN 9784764955073
- 『ロボット制御学ハンドブック』（編者:松原仁 野田五十樹 松野文俊 稲見昌彦 大須賀公一）（2017年12月13日、近代科学社）ISBN 9784764904736

## 主な研究
- 月面環境下で柔軟に機能する革新的なモジュラー型AIロボットシステム 〜 内閣府ムーンショット型研究開発制度採択プロジェクト[10]：東北大学・京都大学・東京理科大学との共同研究[11]
- 群れの行動生物学的および理論生命科学的理解に基づいた群知能の構成とその具現化
- 災害探査ロボット群の半自律化とインターネット遠隔制御
- 宇宙ロボット・宇宙構造物の制御
- ロボットマニピュレータのロバスト制御
- 社会性昆虫の行動原理の数理モデルによる理解と計算行動生態学の創生に関する研究